# Ростов (село)
Росто́в —  село в Україні, у Ямпільській селищній громаді Шосткинського району Сумської області. Населення становить 101 осіб. До 2020 орган місцевого самоврядування — Ямпільська селищна рада.

## Географія
Село Ростов розміщене на лівому березі річки Івотка, вище за течією на відстані 2 км наявне смт Ямпіль. На відстані 1 км розташоване село Прудище. До села примикає великий лісовий масив (сосна, дуб).

## Історія
12 червня 2020 року, відповідно до розпорядження Кабінету Міністрів України № 723-р «Про визначення адміністративних центрів та затвердження територій територіальних громад Сумської області», село увійшло до складу Ямпільської селищної громади.
19 липня 2020 року, в результаті адміністративно-територіальної реформи та ліквідації Ямпільського району, село увійшло до складу новоутвореного Шосткинського району.